# Хорњи Моштјењице
Хорњи Моштјењице (чеш. Horní Moštěnice) је насељено мјесто са административним статусом сеоске општине (чеш. obec) у округу Преров, у Оломоуцком крају, Чешка Република.

## Становништво
Према подацима о броју становника из 2014. године насеље је имало 1.657 становника.